# Xambioá
Xambioá är en kommun i Brasilien.   Den ligger i delstaten Tocantins, i den centrala delen av landet, 1 000 km norr om huvudstaden Brasília. Antalet invånare är 11 484.
Omgivningarna runt Xambioá är huvudsakligen savann. Runt Xambioá är det mycket glesbefolkat, med 3 invånare per kvadratkilometer.